# Tuberculipochira similis
Tuberculipochira similis là một loài bọ cánh cứng trong họ Cerambycidae.